# Бех Микола Дмитрович
Микола Дмитрович Бех (нар. 21 червня 1932, м. Житомир — 29 грудня 2005, м. Тернопіль) — український лікар, науковець. Кандидат медичних наук (1970). Відмінник освіти України (1999).

## Життєпис
Закінчив Станіславський медичний інститут (1958, нині Івано-Франківський медичний університет).
Працював:
- завідувачем хірургічного відділу лікарні в м. Джезказган Караґандської області, нині Казахстан (1958—1963),
- клінічним ординатором кафедри загальної хірургії Івано-Франківського медичного інституту (1963—1965),
- головним лікарем Россохачівської дільничої лікарні Городенківського району Івано-Франківської області (1965—1967),
- головним лікарем Коростенської районної лікарні Житомирської області (1968—1976).

Від 1976 — асистент, доцент, кафедри госпітальної хірургії Тернопільського медичного інституту (нині державний медичний університет).

## Доробок
Автор 90 наукових праць, 20 раціональних пропозицій, 13 винаходів.